# Robert Aldrich (Historiker)
Robert Aldrich (* New York, 28. Juli 1954) ist ein australischer Historiker, Autor und Hochschullehrer an der University of Sydney.

## Leben
Nach seiner Schulzeit studierte Robert Aldrich Geschichtswissenschaft. An der Emory University erwarb er den Bachelor und an der Brandeis University den Master und PhD. Aldrich erhielt eine Stelle als Hochschullehrer an der Universität in Sydney.
Er ist (Stand 2020) Professor of European History.
In dem 2006 veröffentlichten Buch Gay Life and Culture. A World History zeichnet Aldrich eine globale Geschichte der Homosexualität. Die vierzehn Kapitel enthalten Bilder, die renommierte Forscher aus Europa und den Vereinigten Staaten beisteuerten.

## Schriften (Auswahl)
- University Sydney:Robert Aldrich (Memento vom 18. September 2009 im Internet Archive)
- The French Presence in the South Pacific, 1842–1940, 1990
- France’s Overseas Frontier. Départements et Territoires d'Outre-Mer, (gemeinsam mit John Connell), 1992
- France and the South Pacific since 1940, 1993
- The Seduction of the Mediterranean: Writing, Art and Homosexual Fantasy, 1993
- Greater France. A History of French Overseas Expansion, 1996
- The Last Colonies, 1998
- Who’s Who in gay and lesbian history, 2001 (gemeinsam mit Garry Wotherspoon)[5]
- Colonialism and Homosexuality, 2003
- Vestiges of the Colonial Empire in France. Monuments, Museums and Colonial Memories, 2005
- Gay Life and Culture. A World History, publiziert von Thames & Hudson, 2006 (dt. Übersetzung: Gleich und Anders – Eine Globale Geschichte der Homosexualität, Murmann Verlag, 2007)
- The Age of Empires, publiziert von Thames & Hudson, 2007
- Gay Lives, publiziert von Thames & Hudson Ltd., London, 2012 (dt. Übersetzung: Gay Lives - Lebensgeschichten, Du Mont Buchverlag, Köln, 2012, ISBN 978-3-8321-9422-2.)
- (mit Andreas Stucki): The colonial world. A history of European empires, 1780s to the present. Bloomsbury Academic, London 2023, ISBN 978-1-350-09240-2.